# آرویوهوندو
آرویوهوندو (انگلیسی: Arroyohondo) نام شهری در کشور کلمبیا است.